# マシン油乳剤
マシン油乳剤（マシンゆにゅうざい）とは、殺虫剤の一種。登録農薬として販売される。

## 概要
鉱物油などを由来とする機械油に乳化剤を混ぜ合わせたものである。水で希釈して使用する。
果樹や茶、桑などに生じるカイガラムシ類、ハダニ類、アブラムシなどの防除に有効。多くの殺虫剤が害虫の中枢神経系に作用して殺虫効果を表すのに対して、マシン油乳剤は害虫の気門（呼吸口）を物理的に封鎖して窒息させる殺虫効果がある。雨が降ると流れ落ちてしまうため効果が下がる。
日本農林規格（JAS）に定める有機農産物の栽培で使用可能な農薬である。